# 馬丁鎮區 (內布拉斯加州霍爾縣)
馬丁鎮區（英語：Martin Township）是位於美國內布拉斯加州霍爾縣的一個行政鎮區。

## 地方資料
馬丁鎮區的面積為101.84平方千米，當中陸地面積為98.65平方千米，而水域面積為3.18平方千米。根據2020年美國人口普查的數據，當地共有人口151人，而人口密度為每平方千米1.48人。